# ネルソン・ピケ
ネルソン・ピケ・ソウト・マイオール（Nelson Piquet Souto Maior、1952年8月17日 - ）は、ブラジル・リオデジャネイロ生まれの元レーシングドライバーであり、F1世界選手権で1981年・1983年・1987年と、3度のドライバーズチャンピオンに輝いた。
ピケとは母方の姓であり、父親に隠れてレース活動をするために名乗ったものである。日本では1985年頃まで、英語読みの「ピケット」と表記されていた。

## 経歴

### 初期の経歴

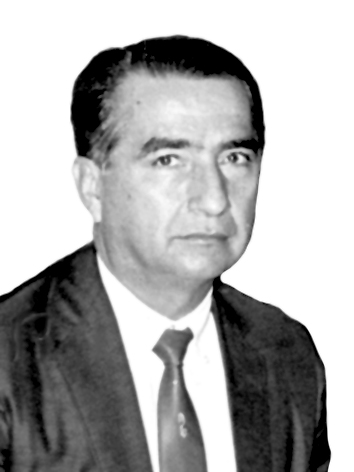
父親・エスターシオ・ソウト・マイオール(撮影日不明)

父親エスターシオ・ソウト・マイオールは政治家で、ジョアン・グラール政権下（1961年 - 1964年）において保健相を務めた人物である。そのため、1960年のブラジリア遷都に前後して、一家は新首都ブラジリアに移り住んだ。
14歳の頃にカートを始めたが、息子がモータースポーツをすることを望まなかった父親に隠れて活動できるよう母親の旧姓（Piquet）を「Piket」と故意に誤って綴り、初期のレース活動はこの名でエントリーをした。
息子をプロテニス選手にしようと考えていた父親により、高校時代になると米国のアトランタにテニス留学をさせられ、その適性を評価された。しかしピケ本人はテニスよりも自動車レースへの情熱を持ち続けたため、結局モータースポーツに打ち込むこととなる。
1971年にはブラジルカート選手権においてチャンピオンとなり、翌1972年も連覇。1974年に父親を亡くすが、同年にブラジリア・サーキット（後のネルソン・ピケ・サーキット）でF1のノンチャンピオンシップレース（プレジデンテ・メディチGP）が開催された際、F1界で無名の少年であるピケは各チームに下働きでいいから働かせてくれと言って回り、その願いを唯一快諾したのがブラバムのハービー・ブラッシュとゴードン・マレーであった。彼らはピケにイベント開催中のブラバムガレージの夜間警備を任せた。ピケはこの件を後々まで忘れず、いつかブラバムで走りたいと心に決め、ブラッシュらブラバムの首脳もピケが1977年にヨーロッパF3選手権に進出したことでその走りに注目していたと述べている。1976年、ジュニア・フォーミュラのブラジル・フォーミュラ・Veeでチャンピオンを獲得する。
タイトル獲得により、当時ブラジル人唯一のF1ワールドチャンピオンで、かつブラジル・フォーミュラ・Veeにおいて大きな影響力を持っていたエマーソン・フィッティパルディに目をかけられ、その助力もあって翌1977年はヨーロッパF3選手権に参戦。初のヨーロッパでシーズンフル参戦ではなかったがイタリアのピエルカルロ・ギンザーニ、スウェーデンのアンデルス・オロフソンに次ぐランキング3位に入るという好結果を残した。1978年イギリスグランプリ（ブランズ・ハッチ）のF3サポートレースでは、スタート直後にチコ・セラ、デレック・ワーウィック、ティフ・ニーデル、中嶋悟との多重クラッシュに巻き込まれて車を壊した。この際には前述の接点ができていたブラバムチームのメカニックが総出で手助けし、リスタートにスペアカーを間に合わせた。

### F1
1978年
ブランズ・ハッチF3での大クラッシュから2週間後、1978年第11戦ドイツグランプリにて、エンサインからF1にデビュー。トラブルでリタイアしたが、その走りはブラバムのオーナーであるバーニー・エクレストンの目にも留まり、翌1979年シーズンのブラバムで走らせることがすぐに決まるという出来事につながっていく（1978年最終戦カナダGPでもスポット起用）。ドイツGP後、第12戦オーストリアグランプリから第14戦イタリアグランプリまで、マクラーレン・M23を使用するカスタマーチーム・BSファブリケーションから参戦、イタリアグランプリで9位初完走を果たした。

#### ブラバム時代
同1978年
第15戦アメリカ東グランプリを欠場後、最終戦カナダグランプリにはブラバムにて出走（11位完走）。これは、翌1979年よりニキ・ラウダのNo.2ドライバーとしてブラバムに加入することが決まっていたが、オーナーのエクレストンの計らいにより、同年中からブラバムでの出走が実現したものであった。
1979年
フル参戦1年目ながら、第6戦ベルギーグランプリ、第9戦イギリスグランプリで予選3位につけるなど速さを見せ、若手の有望株として注目を集めた。アルファロメオ製V型12気筒エンジンの信頼性が低く、なかなか結果には繋がらなかったが（結果的に15戦中リタイヤ9回）、第12戦オランダグランプリでは4位に入り、初入賞を果たした。
また第14戦カナダグランプリのフリー走行後に、チームのエースドライバーだったニキ・ラウダが突如引退を表明。ピケはNo.1ドライバーに昇格することとなった。最終戦アメリカ東グランプリでは、予選2位とフロントローを獲得している（決勝は8位）。
1980年

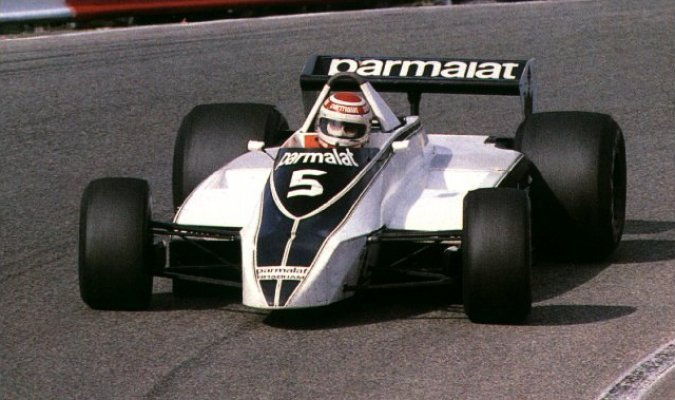
ブラバムBT49をドライブするピケ（1980年）

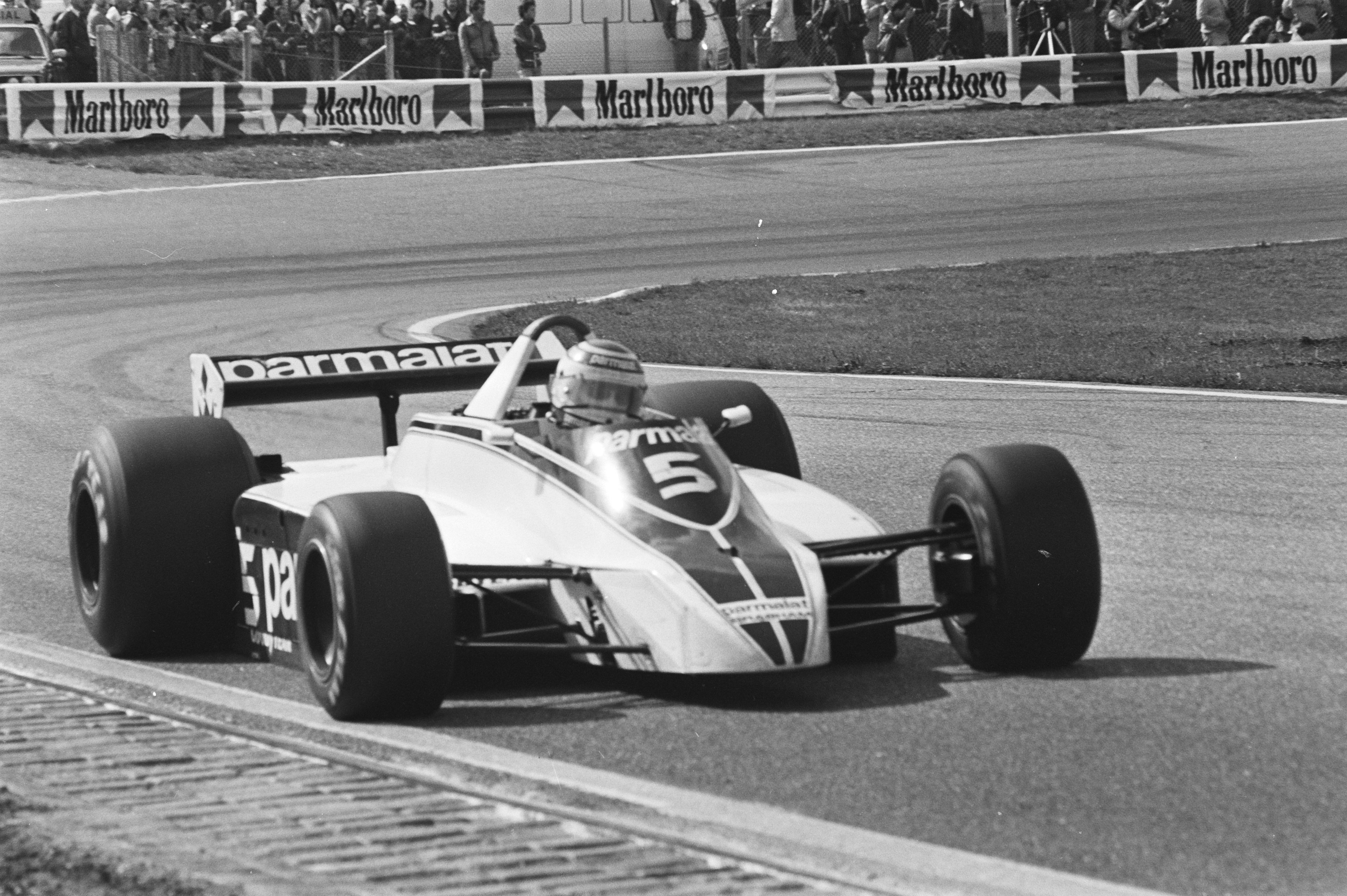
1980年オランダGP

この年は大きく重いアルファロメオからスタンダードなフォード・コスワース・DFVにエンジンが変更されたが、マシンの軽量化として戦闘力を大幅に向上させ、開幕戦アルゼンチングランプリ では2位初表彰台を獲得。第4戦アメリカ西グランプリでは、予選で初ポール・ポジション（以下：PP）を獲得し、決勝でも終始トップを走行し初優勝、ファステストラップ（以下：FL）もマークした。
その後も安定してポイントを積み重ね、ウィリアムズのアラン・ジョーンズとチャンピオン争いを展開、終盤には第11戦オランダグランプリ・第12戦イタリアグランプリを連勝し、ランキングトップに立った。しかし第13戦カナダグランプリではトップ走行中にエンジントラブルでリタイヤ、このレースで優勝したジョーンズに逆転を許した。続く最終戦アメリカ東グランプリも電気系トラブルでリタイヤとなり、ランキング2位に終わった（計3勝、2PP）。
チャンピオンは逃したものの、14戦中入賞10回（うち表彰台6回）と、後に持ち味となる安定感を発揮。ここから、エースとしてブラバムの第2期黄金時代を作り上げることとなる。
1981年

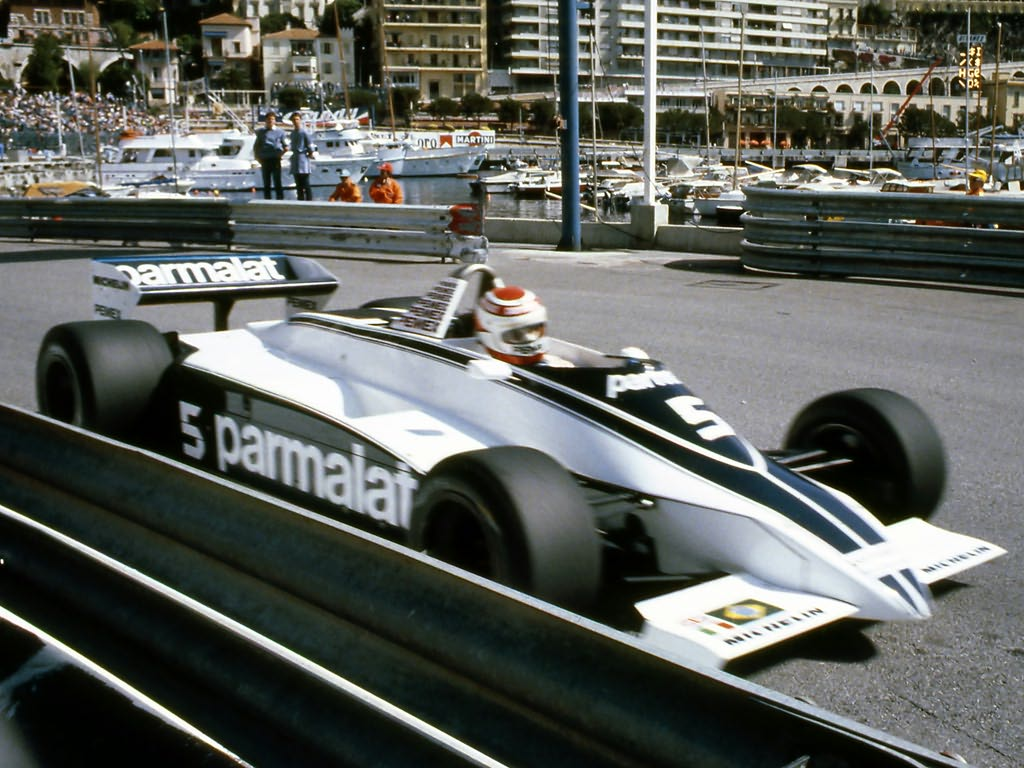
1981年モナコGP

ジョーンズ及びカルロス・ロイテマンのウィリアムズ勢とチャンピオン争いを展開。第3戦アルゼンチングランプリにて、シーズン初優勝をポールトゥーウィンを達成すると、第4戦サンマリノグランプリも連勝。その後5戦中4度のリタイヤとやや停滞するも、第10戦ドイツグランプリでシーズン3勝目を挙げて以降は、連続入賞でランキングトップのロイテマンを猛追した。
ランキングで同率首位で迎えた第13戦イタリアグランプリでは、2位走行中の最終周にエンジントラブルでストップ（6位完走扱い）。残り2戦で3ポイントのビハインドを抱えるが、しぶとく食らいつき、1ポイントのビハインドで最終戦ラスベガスグランプリを迎えた。酷暑の中の開催となったこのレースで、ピケは失神寸前の状況に陥りながらも5位に入り、一方のロイテマンはノーポイント（8位）。第2戦ブラジルグランプリ以降、ランキングトップを守っていたロイテマンを上回り、最終戦での逆転で自身初の王座を手にした。この年、ピケがランキング単独トップとなったのは、この最終戦終了後だけであった。ブラジル人としては、エマーソン・フィッティパルディに次いで2人目のワールドチャンピオンとなった。
この年も15戦中入賞10回（うち表彰台7回）と、安定した成績を残し、予選では4度のPPも獲得した。
1982年
BMW開発のターボエンジンの完成度が低く苦戦。地元の第2戦ブラジルグランプリでは前年のフォード・コスワースの自然吸気（NA）エンジン搭載車を引っぱり出して息を吹き返し、トップでゴールしたがレース後の車検で最低重量違反となり失格となり母国初勝利を逃した。第7戦デトロイトグランプリでは、予選落ちまでも喫した。第8戦カナダグランプリでは優勝したが、その後もシーズンを通して苦戦を強いられた。第12戦ドイツグランプリでは、シーズン2勝目のチャンスが巡ってきたが、エリセオ・サラザールを周回遅れにする際、サラザールに接触されリタイヤとなった。結局、ランキングで僚友リカルド・パトレーゼより下の11位に終わった。
1983年

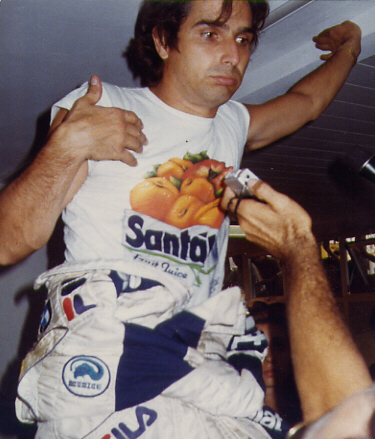
1983年イタリアGP

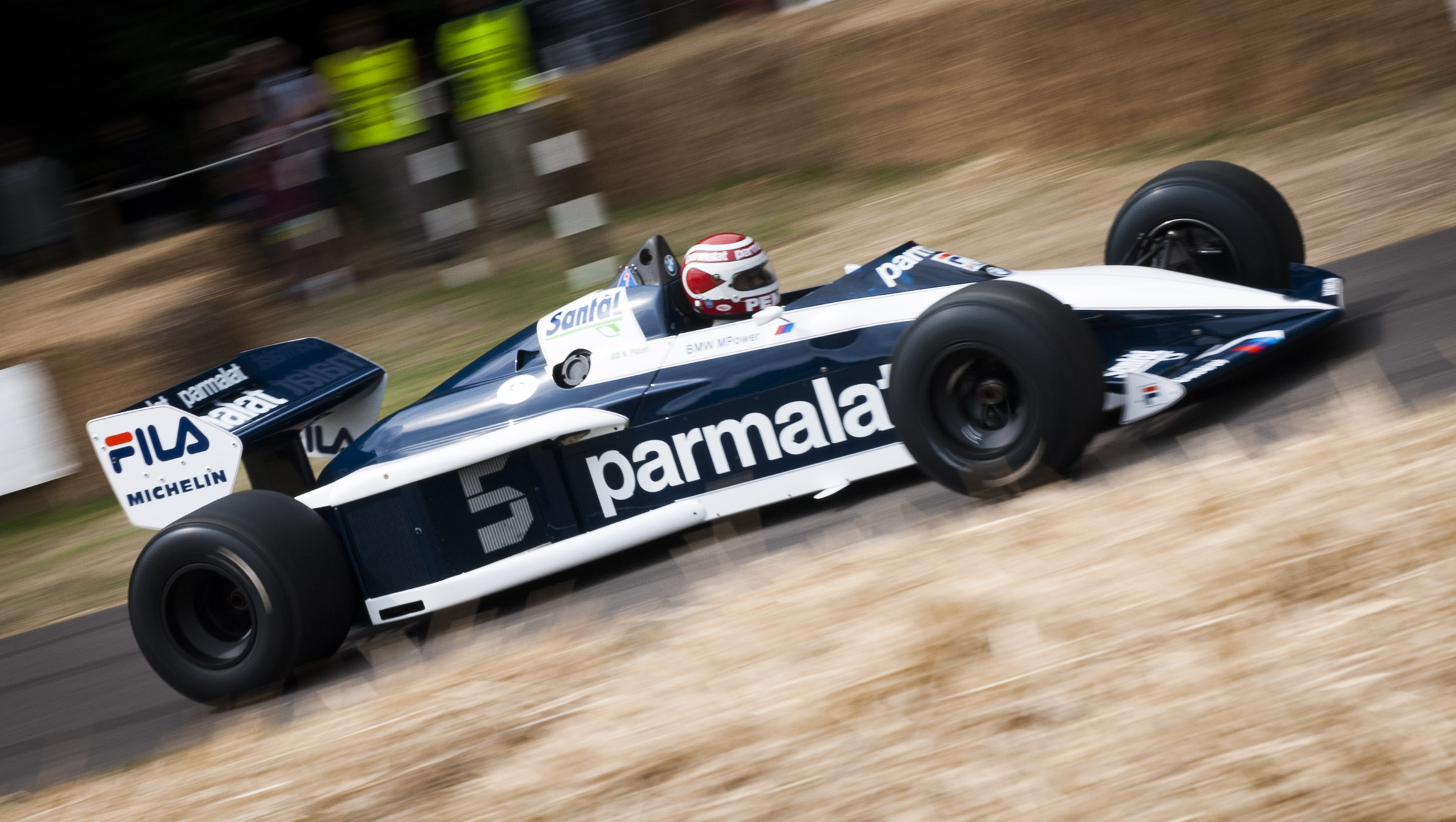
ブラバムBT52をドライブするピケ（2013年グッドウッド）

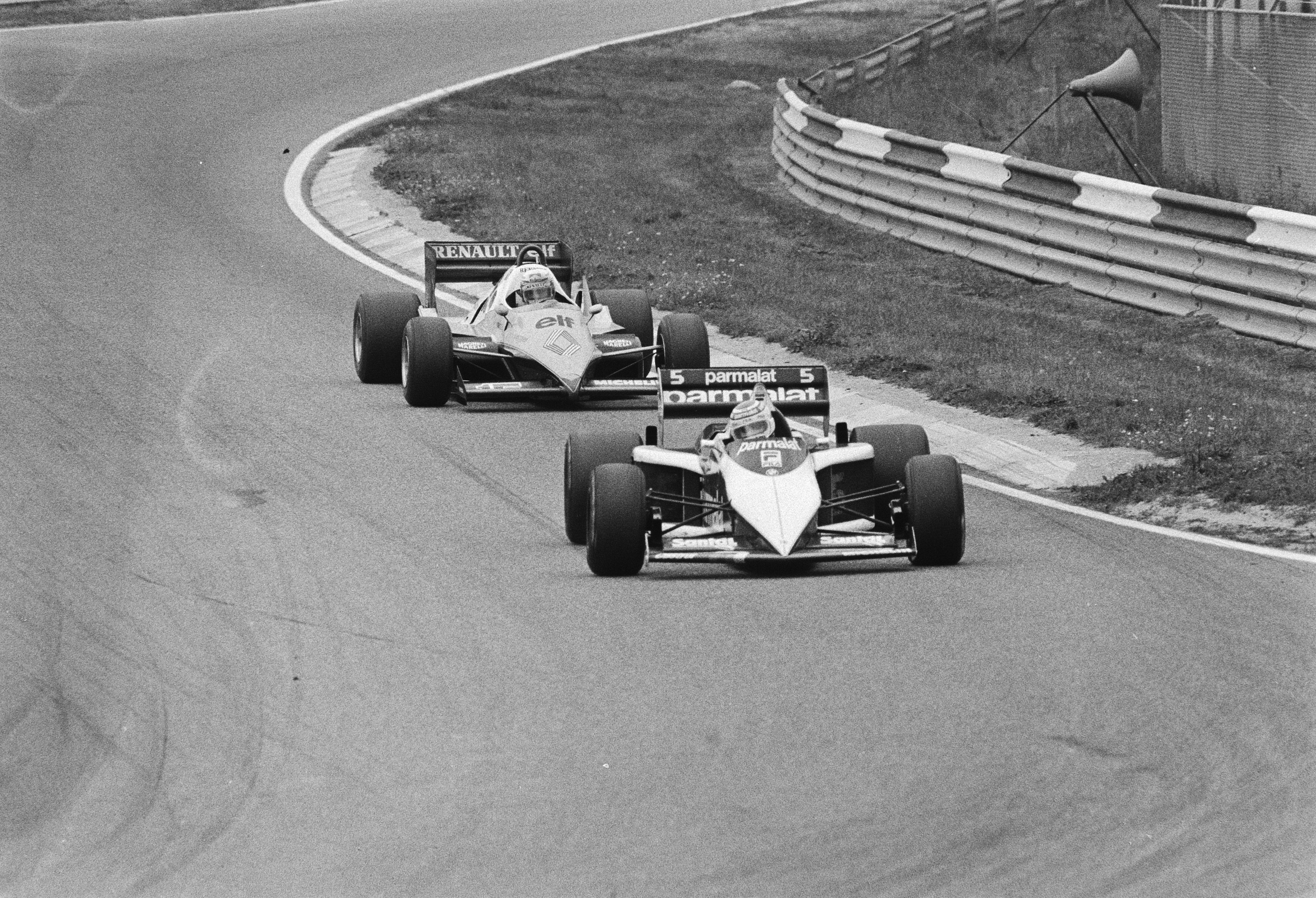
1983年オランダGPにて、ルノーのプロストと先頭を争うピケ

地元の開幕戦ブラジルグランプリで優勝を飾り前年逃した母国初勝利を取り戻したが、以後はルノーのアラン・プロストに後塵を拝し、優勝に手の届かないレースが続いた。一方でポイントは安定して積み重ね、終盤においてもチャンピオンの可能性を残していた。
そんな中第12戦オランダグランプリでは、シーズン初のPPを獲得。決勝でもスタートからトップを走行するが、バトルの中でプロストに接触され両者リタイヤした。ピケのマシンは既にトラブルを抱えており、実はプロストはもう数周待てば難なく首位に立てる状況だったという。この接触から、シーズンの流れが大きく変わることとなる。
オランダグランプリ終了時点では、残り3戦でプロストに14ポイントのリードを許していたピケだが、第13戦イタリアグランプリ・第14戦ヨーロッパグランプリを連勝、2ポイント差にまで詰め寄り、最終戦南アフリカグランプリを迎えた。南アフリカグランプリは終始ブラバム勢のペースとなる中、プロストは早々リタイヤ。無理をする必要がなくなったピケは、パトレーゼを先行させるなど徹底的に安全策を取る走りで3位フィニッシュ、1981年同様最終戦での逆転で2度目の王座を獲得した（シーズン3勝）。この年は全15戦中入賞10回（うち表彰台8回）を記録し、安定した成績も初チャンプ獲得時と同様であった。ブラバムで2度王座に就いたドライバーはピケが初であり、結果的に唯一となった。
1984年

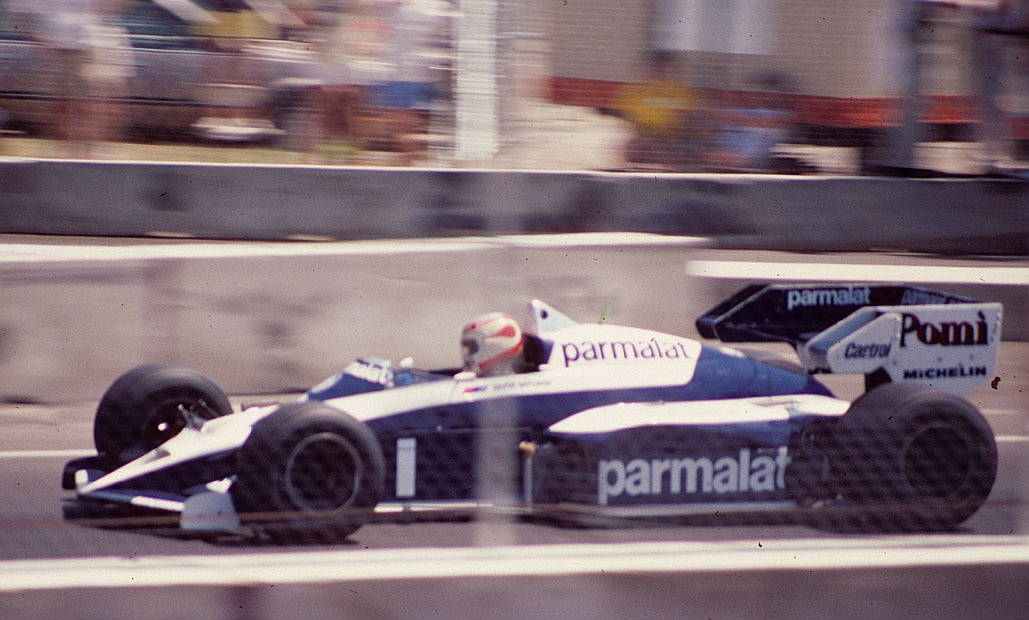
1984年ダラスGP

1984年はマクラーレン・MP4/2がラウダとプロストのコンビでシーズンを席巻。ピケは予選でこそ、当時のシーズン最多記録となる9度のPPを獲得、決勝でも3度のFLなど速さを見せたが、優勝は2度。全16戦中リタイヤが9回にのぼるなど、マシントラブルが多発したこともあり持ち味であるコンスタントなポイント獲得がならず、ランキング5位に留まった（入賞6回・うち表彰台5回）。
1985年

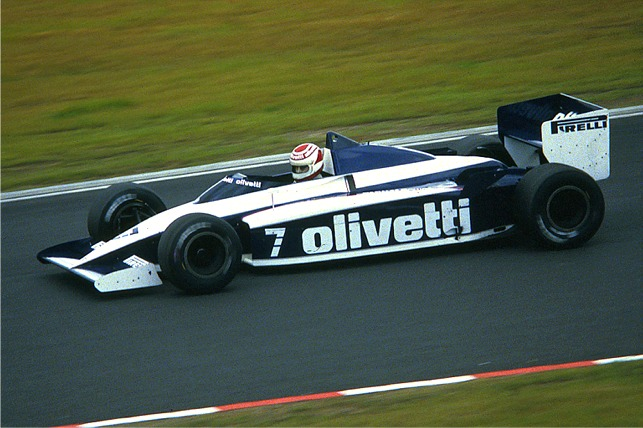
ブラバムBT54をドライブするピケ（1985年）

ブラバムの戦闘力はさらに下降気味であり、前年以上の苦戦を強いられた。 ピレリタイヤのタイヤ選択がはまった酷暑の第7戦フランスグランプリでは勝利を挙げるが、これを含め表彰台は2度、入賞自体も5度に留まり、ランキングは8位と更に下がってしまった。
1978年から所属したブラバムは完全No.1待遇の「ピケのための」チームになっており、ピケ自身は翌シーズンもブラバムに残留することを考えていた。しかし、ピケに獲得の打診を寄せたウィリアムズ・ホンダからの提示額よりもブラバムでの契約金が少なかった事への不満から、チーム能力がブラバムと同等以上となっていたウィリアムズに移籍することを決めた。
ブラバムで長く同僚だったデザイナーのゴードン・マレーはピケが移籍するとは思っておらず、「1985年3月から翌年用BT55を創り始めていた。BT55はNo.1ドライバーであるピケの身体に合わせて作ったんだ。でも移籍することになったので、8月から再設計することになった。」と述べている。

#### ウィリアムズ時代
1986年
前年に戦闘力を増し、ホンダエンジン搭載後初勝利を挙げていたウィリアムズに加入。ナイジェル・マンセルをチームメイトにFW11をドライブ。この年のピケの契約金が日本円にして7億円、マンセルは1億円弱だったとされ 、契約上は完全No.1待遇のはずであった。しかし開幕前にオーナーのフランク・ウィリアムズが交通事故で下半身不随になる混乱の中、イギリスのチームであるウィリアムズ内部ではイギリス人であり前年にF1初勝利を挙げたナイジェル・マンセル派と、エンジンを供給するホンダがバックアップするピケ派に二分された。
元々ピケのウィリアムズ加入はエンジンサプライヤーのホンダが強く望んだもので、ウィリアムズ側を説得するため、ピケの年俸の一部はホンダが出していた。
ピケとマンセルは、互いの情報を一切共有しようとはしなかった上、ホテルのロビーで隣同士になっても会話なく挨拶をするだけという関係であった。この年はピケが4勝、マンセルが5勝を挙げてコンストラクターズ・チャンピオンシップでは1位を獲得したが、ドライバーズチャンピオンは最終戦オーストラリアGPでマクラーレンのプロストにさらわれた（マンセルがランキング2位、ピケは3位）。最強エンジンを有し、チャンピオン最有力チームに居ながら2人ともチャンピオンを逃した理由を問われたピケは「No.1が二人いたから」と、チーム力が分散してしまったことを挙げた。
1987年

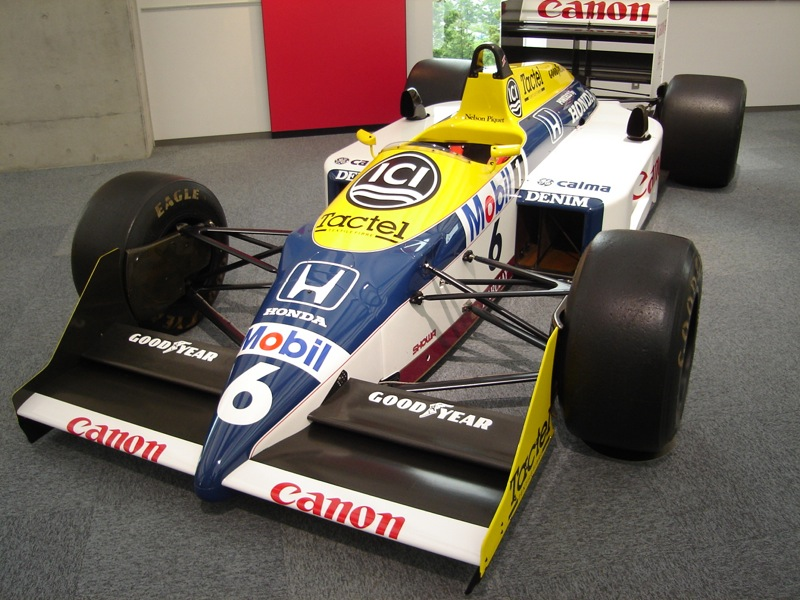
ウィリアムズFW11B

前年同様、マンセルとのコンビでウィリアムズでの2年目を迎える。第2戦サンマリノグランプリ予選中、高速コーナー・タンブレロにて激しいクラッシュに見舞われ、レースを欠場。その後は充分な睡眠を取れないなど、クラッシュの後遺症にシーズンを通して悩まされ続けることとなる。
しかし、年間6勝も挙げながら勝つかリタイヤかという波のあったマンセルに対し、ピケは体調が万全でない中、勝てない場合には2位でのフィニッシュが7回など確実にポイントを積み重ね、優勝した第8戦ドイツグランプリ以降ランキングトップの座を維持。そして第15戦日本グランプリにて、逆転王座の可能性を残すマンセルが予選中にクラッシュ。背骨を痛めて出場不可能となり、決勝を迎えずしてピケが3度目となるワールドチャンピオンに輝いた（シーズン3勝）。この年は全16戦中入賞12回（うち表彰台11回）と、チャンピオン獲得年の中でも特に安定した成績を残している。PPは4回。ピケはシーズン終了後のインタビューで「マンセルは僕よりアグレッシブで、予選も凄く速く走ったけど（第3戦の）スパではセナと絡んで簡単に9ポイント獲るチャンスを手放した。こういう事がチャンピオンシップを大きく変えるんだ。私は堅実にゴールを重ねてタイトル争いに勝った」とその喜びを語った。
同年を最後に、チーム体制がマンセル寄りに傾き、加えて当時最強エンジンであるホンダ・V6ターボを失うことが決まっていたウィリアムズを離れ、ホンダ・ターボの供給継続が決定し、なおかつピケのNo.1待遇を保証したロータスに移籍することとなった。
チーム内への不満から移籍を決意したピケだが、「レーサーとしての今までのキャリアで、ウィリアムズほど技術的に優れたチームは無かった。この事に疑いの余地は全くない。それでも来年はロータスに行くと決めた」とチームの技術面には賛辞を送りチームを離れている。

#### ロータス時代
1988年

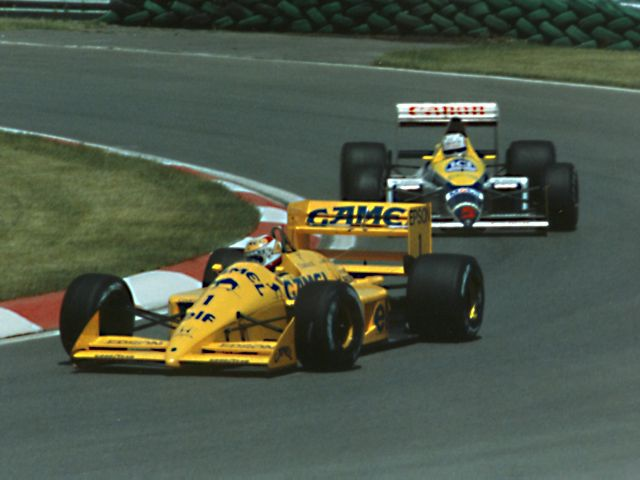
1988年カナダGP

前年からの残留となった中嶋悟をNo.2ドライバーとし、ピケは完全なるNo.1ドライバーとしてロータス・ホンダに迎え入れられた。新車ロータス・100Tはライバルチームより早く2月には完成しシェイクダウンテストを行ったが、シャーシ剛性に問題があり、コーナリング性能に劣っていた。開幕戦ブラジルグランプリ・第2戦サンマリノグランプリではエンジンパワーが重要なコースだったこともあり連続3位表彰台を記録するが、このサンマリノGPでは同じホンダ・RA168Eエンジンを搭載しているマクラーレン勢2台に周回遅れにされ、シャーシ性能の差を思い知らされる。さらにNAエンジンのベネトン・B188を駆るアレッサンドロ・ナニーニと同等のバトルを繰り広げる羽目となる。シーズンが進むごとに100Tの戦闘力はNAエンジン勢のベネトンやレイトンハウス・マーチ881の高いコーナリング性能に敵わなくなり、移籍当初はドライバーズ・チャンピオンを争う野望を持っていたピケのモチベーションは下降。チームメイトの中嶋にフリー走行のタイムで敗れることもあった。ピケ曰く「第6戦デトロイトGPの時、チームはシャーシーセッティングの方向性が全く分からなくなってしまった。そこでは新しくロング・ホイールベース仕様のシャーシを投入したが、重量配分がさらに悪化していてもう悪夢だった」という苦戦状況に陥っていた。終盤戦の第15戦日本GPで予選5位、最終戦オーストラリアGPではマクラーレンのプロスト、セナに次ぐ3位で表彰台に立ちホンダV6ターボエンジンの最終レースを1-2-3フィニッシュで花を添えるなど復調を見せたが、同年の最高位は3度の3位に留まり、入賞は7回。ドライバーズ・ランキングは6位に終わった。期待外れの戦闘力だった100Tだが、ピケはホンダエンジンには不満を述べること無く、「いつもホンダエンジンのパワーは強力だった」とコメントを残し失望のシーズンを終えた。
1989年
ロータスは前年限りでホンダエンジンを失い、非力なジャッド製V型8気筒エンジンを搭載したロータス・101をドライブ。戦闘力が前年以上に落ちたこともあり、成績は入賞4回で表彰台なし、ランキング8位と更に下降。予選では20番手以降の後方に沈むことも多く、第4戦メキシコGPでは予選最下位の26位に甘んじ、第11戦ベルギーGPでは中嶋と共に予選落ちを喫した。名門ロータスが2台揃って予選落ちを喫したのはこれがその歴史上初であった。同年についてピケ自身が総括したインタビューでは、「これは忘れられがちなんだけど、トップ集団で争うより、経験の浅い若手が多い中団での戦いの方が大変なんだよ。馬鹿馬鹿しい接触や衝突に巻き込まれないよう神経を使うからね。その代わり、トップ集団にいた時には気付けなかった若い才能を間近に見る機会は増えた。ピエルルイジ・マルティニやジャン・アレジに秘められた新しい力に私が気付いたのは、回りで見ている他の連中（ジャーナリスト）よりも早かったはずだ。それはおもしろい部分ではあったね。」と述べている。
結局、ロータスでの2年間は1勝も挙げられなかった。

#### ベネトン時代
1990年

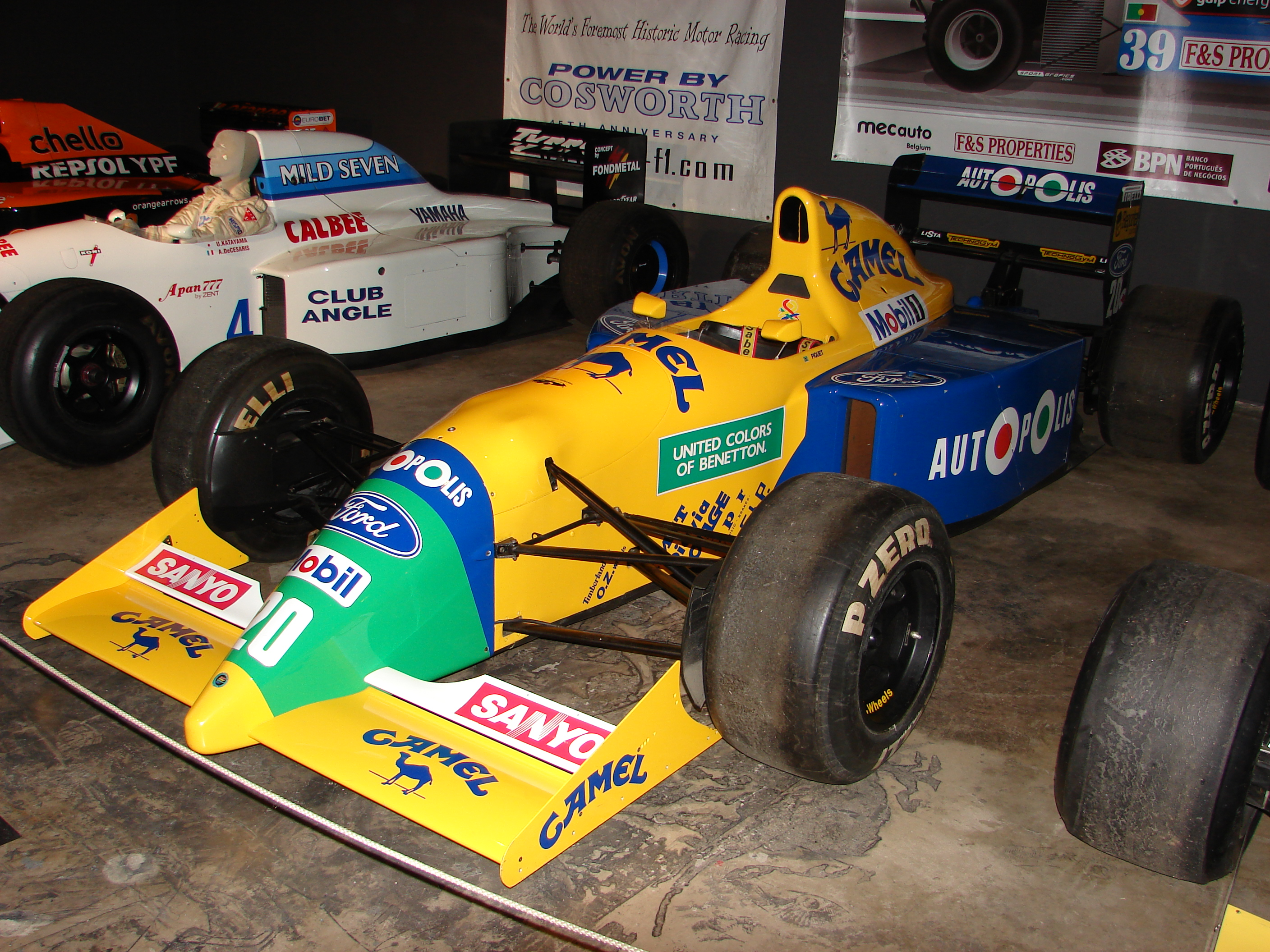
ベネトンB190B

ベネトンに移籍し、アレッサンドロ・ナニーニとコンビを組んだ。ギャラを完全出来高制（1ポイント獲得につき10万ドル）にする異例の契約の中、開幕から堅実に入賞を重ね存在をアピール。そして第15戦日本グランプリでは、ナニーニの代役・ロベルト・モレノを従え、3年ぶりの優勝をチーム初の1-2フィニッシュで遂げる。続く最終戦オーストラリアグランプリでも優勝し、2連勝でシーズンをしめくくり評価を取り戻した（このグランプリは、F1創設から通算500戦目のメモリアルレースでもあった）。最終的に16戦中12度の入賞（うち表彰台4回）を記録し、ランキング3位に食い込んだ。
1991年

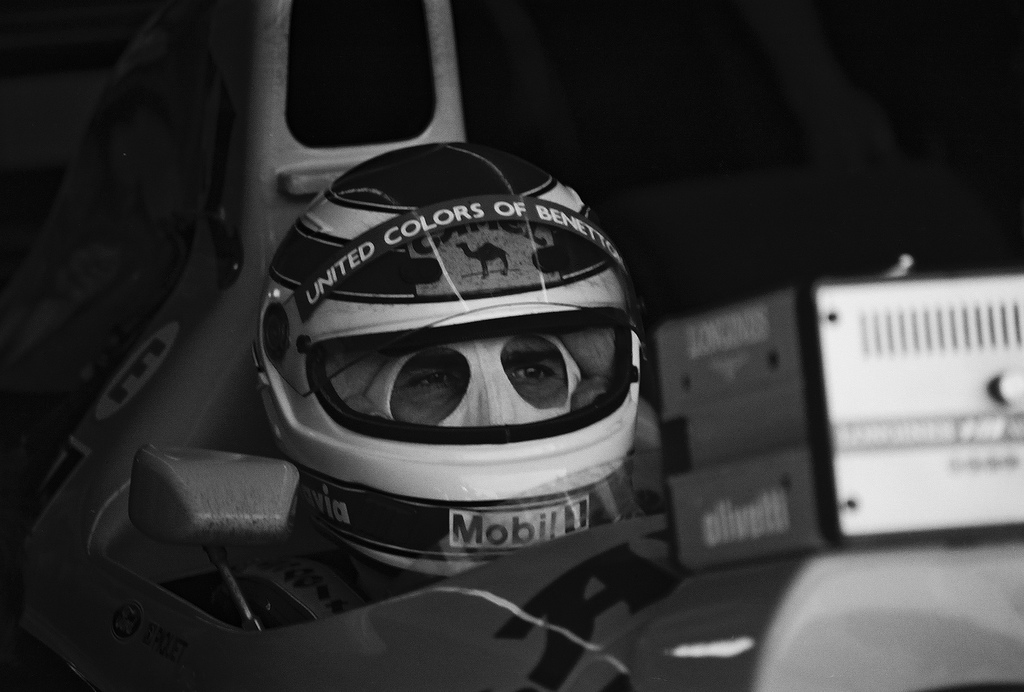
1991年アメリカGP

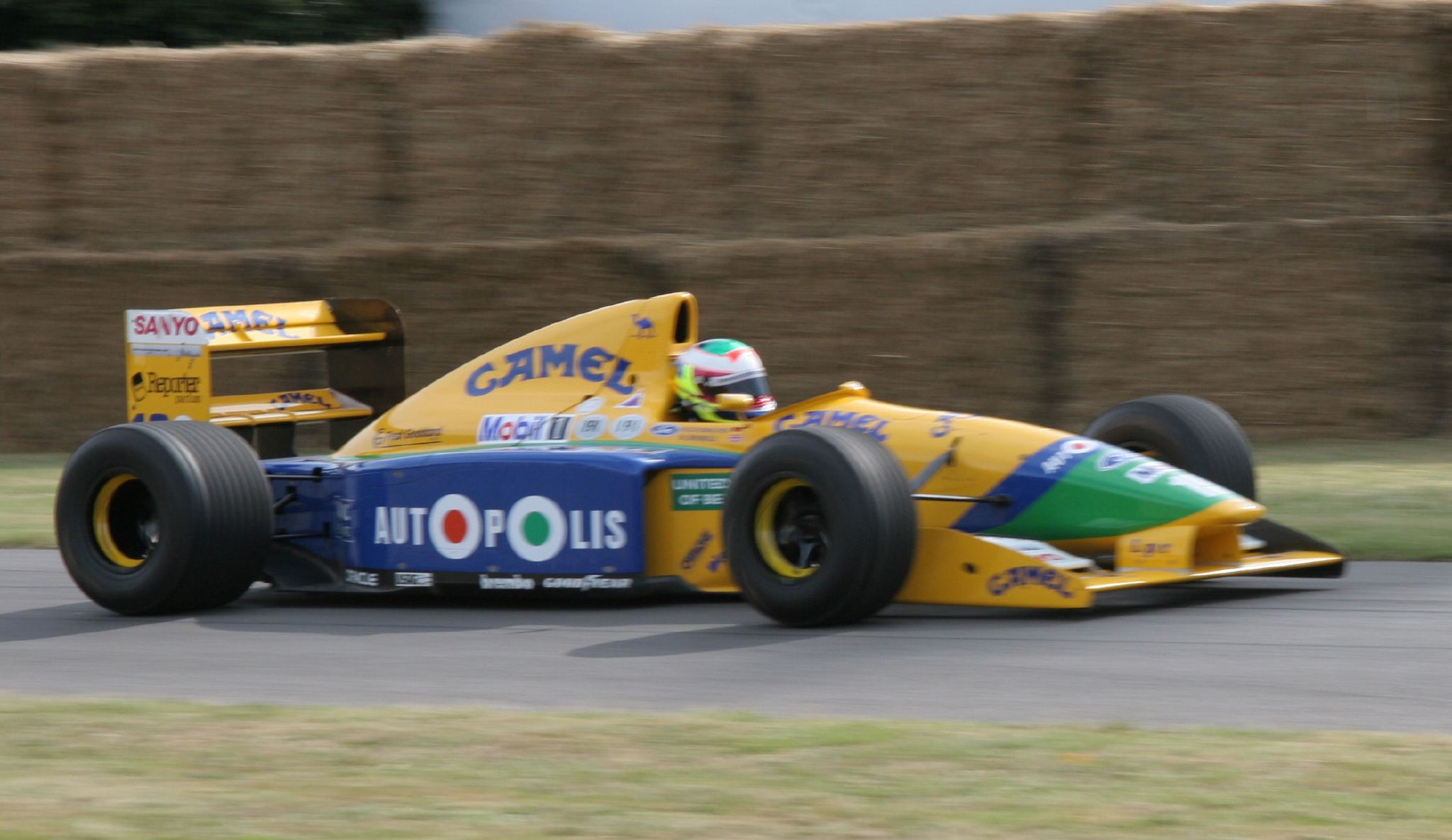
ベネトンB191（2006年グッドウッド、ドライバーは別人）

前年の日本グランプリでの2位を評価されての正式加入となった同胞モレノをチームメイトに迎え、可愛がっていた後輩とのタッグとなった。第3戦サンマリノグランプリからジョン・バーナードが手掛けた期待の新車ベネトン・B191が導入されると、第5戦カナダグランプリでは、スタートから終始トップを走っていたマンセルが最終ラップにストップし、土壇場で逆転勝利を収めた。これはピレリタイヤにとって5年ぶりの勝利で、ピケのF1での最後の優勝となった。
第11戦ベルギーグランプリで3位入賞、これがF1最後の表彰台となる。続く第12戦イタリアグランプリでは、F1通算200戦目を記録、決勝では6位に入賞し自ら記録に華を添えた。だが、チームはレース直前にモレノとの契約を一方的に解除し、メルセデスのバックアップを持つ新人ミハエル・シューマッハを、ジョーダンから引き抜き加入させた。このことでチームに不信感を抱いた事と、同年途中からベネトン内をマネージメントしドライバー選択などの実権を握ったトム・ウォーキンショーが、モレノだけでなくピケをも1991シーズン終了を待たずに放出し、自らとつながりの深いマーティン・ブランドルのベネトン加入を希望していることを知ったピケは移籍を決意し、翌年に向けてリジェと交渉したが契約金の額で折り合いがつかず、引退宣言などをすることも無くこの年限りでF1を去ることになった。結果的に最後のF1レースとなった、1991年オーストラリアグランプリは決勝4位（豪雨のため14周で打ち切られた）で終えたが、この最終グランプリでは予選タイム・決勝ラップチャートで終始同じマシンのミハエル・シューマッハを上回っていた。全16戦中入賞8回・うち表彰台3回の成績で、ランキング6位。
F1での通算出走数204は、2011年現在歴代9位である。

### F1後
1992年、チーム・メナードのローラ・T93/00・ビュイック（27号車）でインディ500へ初参戦。しかし予選前の練習走行中に高速でスピンを喫し、コンクリートウォールにノーズから突っ込む大クラッシュを起こし両足を複雑骨折してしまう。踵の骨が粉砕されているなど、足の切断も検討される状態だったが、その後懸命のリハビリテーションで回復。同年12月にはリハビリの一環としてブラジルでF3マシンに乗り、事故以来7か月ぶりのサーキット走行を行い、「レーシングカーの運転がまたできてとてもうれしい、インディ500にはまたいつかチャレンジしたい」とコメントを残した。その言葉通り翌1993年に再びチーム・メナードからローラ・ビュイック（77号車）でインディ500に参戦。予選を13位で通過したが、決勝の500マイルレースでは序盤38ラップ目にエンジントラブルでリタイア（33台中32位）と不完全燃焼で終わり、「ここで勝つまでは、何度でも来る」と翌年への意欲を見せていたが、それは叶わずこの年が唯一のインディ500決勝参戦となった。
以後、スパ・フランコルシャン24時間レース（1995年、1997年）、ル・マン24時間耐久レース（1996年、1997年）、南米F3（1998年）などに出場した後、レーシングドライバーとしてのキャリアを終えた。
2000年に国際モータースポーツ殿堂入りした。

### 実業家としての側面
ドライバーとして引退した後はブラジリアを拠点に各種事業を展開している。主なものだけでも、レースチーム「ピケ・スポーツ」のようなモータースポーツ関連の活動以外に、ブラジル内陸の貨物輸送がトラック輸送に依存しているという点に着目し、GPSを用いた監視業務を行う会社Autotrac社を創業している。
また、ピレリタイヤのブラジルにおける販売権の一部を有し、一方でBMWの輸入代行業も手がけるなど、さまざまな事業活動を行っている。

## スタイル

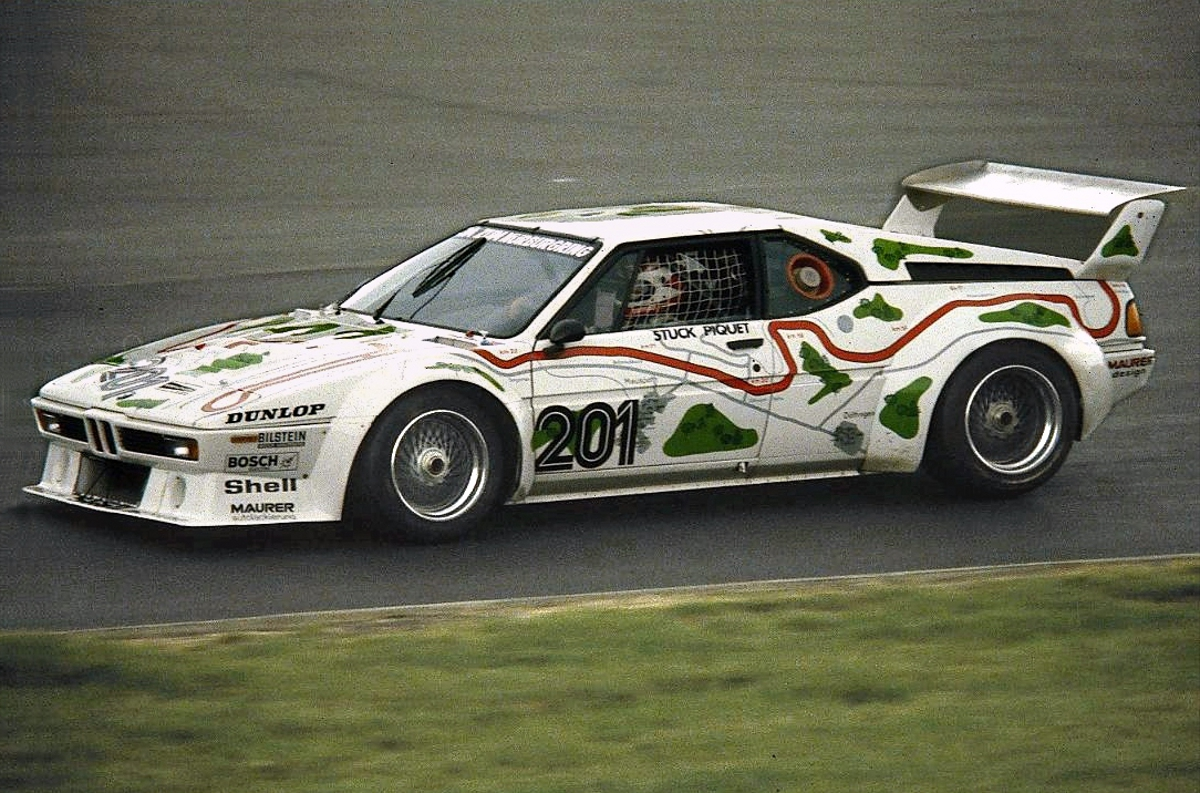
ニュルブルクリンク1000キロでBMW-M1をドライブする（1980年）

ピケのレーシングスタイルは、爆発的な速さよりも確実性を優先させたもので、これは新人時代のブラバム加入時にエースドライバーとして君臨していたニキ・ラウダの影響を受けており、レースペースをコントロールして戦うタイプだった。また、チャンピオンシップも無闇に勝利を狙うのではなく、地道にポイントを集めて戦うことが多かった。ピケは自らのスタイルについて「そのレース中に優勝はできないとわかった場合は、すぐプランを変更して少しでも多くのポイント獲得ができるよう戦略変更する。見込みのないマシンで無茶をしてヒーローになろうなどとは考えない」、「5位から4位に上がるためのバトルと、優勝が掛かっている時の走り方は違う。そのレースに勝つ見込みが僅かでもあると感じて狙っている時は、4位で3ポイント得るためよりも上手く走る。」と発言している。3度のドライバーズタイトルのうち、ブラバム時代の2回はどちらも最終戦での逆転チャンピオンで、1981年はシーズン中1度もポイントリーダーになっておらず、1983年も開幕戦の勝利以降はポイントリーダーの座から滑り落ちていた。また、通算勝利数も同じ3度ドライバーズタイトルを獲得したアイルトン・セナの約半分であった。
他の多くのチャンピオン同様、チームには常に自らのナンバー・ワン体制を求めた。ブラバム時代はピケの性格を理解していたチームオーナーのバーニー・エクレストンのもと完全なピケ優遇チームが構築され、シャシー、エンジン、タイヤなどあらゆる面において優遇され、ピケの意見は常に聞き入れられてマシン開発に積極的に取り入れられた。1982年はチャンピオン争いのためにピケ専用の予選専用マシンが開発されるなど、完全なNo.1体制が徹底された。
ウイング・カー全盛期でドライバーの体力消耗が激しかったとはいえ、ジル・ヴィルヌーヴなど一部からは「体力不足」と批判されていた。レース終盤に体力の消耗度が激しくストレートで蛇行してしまうこともままあった。
堅実な走りのイメージが強かったが、一発の速さやここ一番の勝負勘も優秀だった。1984年は9回ものポールポジションを獲得、1986年にはハンガリーグランプリでアイルトン・セナとのバトルの際、第1コーナーでアウトからドリフトで仕掛け、そのままカウンターを当てて抜くという荒業を成功させ、チャンピオンが掛かっていた最終戦オーストラリアグランプリでは、最終周にファステストラップをたたき出す攻めのレースを見せた。
メディアへの対応時は強気な発言のキャラクターが知られているが、ベネトンでピケと共に仕事をした経験のある津川哲夫は「裏側を見ると実はビビっていて、一生懸命虚勢を張っていた」「自分が犯した失敗やタイムが出なかったことに対して、頭を抱えてすごく悩んでいた。だけど、次にハンドルを握るときまでには、ちゃんと立ち上がってくる」と語り、非常に繊細な一面もあったことを明らかにしている。

### テクニック
ピケのドライビングテクニックとして、マニュアルトランスミッション（MT）での滑らかなシフトワークがある。ギアのスキップシフト操作をすることなく、一段一段シーケンシャルに早く正確なギアシフトを行い、メカニックがレース後にトランスミッションを開くと、他のドライバーではすり減ってほとんど無くなってしまうドッグリングがまるで新品同様のような状態を保っていたと、日本のTV番組に出演した津川哲夫（ベネトンでピケのメカニックを担当）が述べている。特にシフトダウン操作が非常に上手かったと言われ、ホンダエンジンのプロジェクトマネージャーを務めた河本道郎も「シフトダウンに関してはピケとセナは同じように、エンジンにとってはオーバーレブさせない優しいドライビングしていまして、エンジンを造るときの限界の基準にしてました。なのでシフトダウンが上手くはないゲルハルト・ベルガーが後からホンダ陣営となったときに、オーバーレブが多くトラブルが多発してちょっと困りましたね(笑)」と証言している。
ホンダの総監督として上記の四強全員と組んだ経験を持つ桜井淑敏は、「シフトワークのピケ、ステアリングワークのマンセル、タイヤ使いのプロスト、アクセルワークのセナ」とそれぞれを称している。
F1での最終キャリアとなった1991年時点で、セミオートマチックトランスミッション（セミAT）を採用したチームはフェラーリとウィリアムズの2チームだけであり、トップカテゴリのF1においては、セミATによる技術革新とは縁がなかった。

## 特筆されるレース
1981年最終戦ラスベガスグランプリ
ランキングトップのロイテマンと1ポイント差で迎え、予選では4位グリッド。PPを獲得したロイテマンに後塵を拝す結果となった。決勝ではロイテマンがハンドリングの不調から次々と後続に抜かれ、ピケも酷暑の中精細を欠くが、失神寸前まで体力を消耗しながら5位でゴールし、2ポイントを獲得。8位でノーポイントに終わったロイテマンを逆転し、初のチャンピオンを獲得した。同様に1982年のブラジルグランプリでも、表彰台上で失神するという場面があった。
1982年第8戦カナダグランプリ
デトロイトGPで予選落ちを喫した1週間後のこのGPで、予選4位を獲得。決勝はリカルド・パレッティの死亡事故により赤旗中断となるが、再スタート後は順位を上げていき、9周目にトップに立った。以後は、最後までトップを守り、シーズン初勝利（結果的には唯一）を挙げた。BMWターボ・エンジンにとっては、F1初の勝利でもあった。
1982年第12戦ドイツグランプリ
2周目からトップを走行していたが、19周目に周回遅れのエリセオ・サラザールにラインをブロックされ、両者接触リタイヤとなった。この際、ピケはマシンを降りるやいなやサラザールを殴り、さらに蹴りを試みる（実際には外れている）。この一部始終は、映像として残っており、今なお話題となることも多い。ピケがここまで怒りを見せた背景には、シーズン2勝目をフイにされたこと以外に、サラザールの面倒を見たことがあったため、「恩を仇で返された」と感じたこともあると言われている。
しかしリタイヤ後にピケのマシンのエンジンを調べたところ、あるピストンのスカートが壊れかかっていた。エンジンサプライヤーであるBMWの地元ドイツグランプリでマシントラブルによってリタイヤする事態を免れたことはBMWにとって幸運であった。
1983年第12戦オランダグランプリ
開幕戦以来優勝のないピケは、堅実に入賞を重ねつつも、ランキングトップのプロストに対し14ポイントのビハインドを抱えこのグランプリを迎えた。予選ではシーズン初（結果的に唯一）のPPを獲得し、決勝でもスタートからトップを走行するが、マシンにトラブルが発生し次第にペースが落ちてゆく。一方のプロストは予選4位から追い上げ、42周目のタルザンコーナーでついにピケのインを突いた。既にトラブルを抱えていたピケは無理なブロックはせず、十分なスペースを空けていたが、ブレーキングを遅らせすぎたプロストは減速しきれず、ピケに追突しタイヤバリアへ押し出す結果となった。その場でリタイヤとなったピケに対し、プロストはフロントウイングを破損しつつも暫くはそのまま走り続けたが、結局その周のうちにスピンを喫しリタイヤとなった。
結果だけを見れば両者リタイヤであったが、既にトラブルを抱え長くは持たない状態だったピケと、好調な流れの中で無用のリタイヤを喫したプロストは失ったものの差が大きく、このグランプリを境にシーズンの流れは大きく変わることになった。
1983年第最終戦南アフリカグランプリ
オランダGP後の2戦を連勝し、ランキングトップのプロストに2ポイント差で迎えたこのグランプリで、ピケは軽い燃料でスタートからトップを走行。重い燃料で3位以下を抑え込んだチームメイト・パトレーゼの援護もあり、優位なかたちでレースは進んだ。パトレーゼのピットインで前が空いた後、プロストは一気にペースを挙げるが、急なペースアップはターボトラブルを発生させ、36周目にリタイヤ。ライバルの消えたピケは、その後は極端にペースを落とし後続車に対しても無抵抗で抜かさせるなど徹底的に守りの走りを見せ、3位でゴール。4ポイントを加算し、2年前同様最終戦での逆転でチャンピオンを決めた。
1985年第7戦フランスグランプリ
マシンの信頼性やピレリタイヤの性能に苦しみ、入賞は前戦デトロイトGPでの6位のみという状況であった。しかし、タイヤを開発テストを行ってきたキャラミと特性が似たこのサーキットでは、タイヤとサーキットのマッチングが合い、予選でこの時点でのシーズンベストとなる5番グリッドを獲得。決勝ではスタートを決め3位に浮上すると、7周目にセナ、11周目にはロズベルグもかわしてトップに立った。以後は独走でレースを進め、終盤にはプロストやロズベルグの追撃を受けるも、最終的に2位ロズベルグと6.66秒差のトップでゴール。シーズン初（結果的には唯一）勝利を挙げると共に、ピレリタイヤにとって、1957年最終戦イタリアGP以来28年ぶりの勝利をもたらした。

1986年第11戦ハンガリーグランプリ
予選2位からスタートしたピケは、12周目にトップのセナを抜きトップに立つが、タイヤ交換の際に再び先行を許す。しかしセナはハイペースが祟ってタイヤにフラットスポットを作ってしまい、ピケが再度背後まで迫った。55周目、ピケはインからセナを差すが、大きくはらんでしまい、セナに抜き返された。57周目、今度はアウトから仕掛け、カウンターを当てドリフトしながらセナを抜いた。レースは、そのままセナを突き放したピケが優勝した。
1986年第13戦イタリアグランプリ
マンセルが先行し、ピケはピットイン時にタイムをロスしたこともあって、一時は大きく差をつけられることとなる。しかし、マンセルは無理なペースからタイヤが厳しくなり、一方で余裕を持ち走行していたピケが差を詰めていく。38周目、ピケはマンセルを抜き優勝、レース全体を考えたペース配分が勝敗を分けるかたちとなった。
このGPにおいて、ピケはロングホイールベース車のほうが合うことに予選の時点で気づいていたが、あえてマンセル側には何も情報を伝えず、自身で使用したという。
1987年第2戦サンマリノグランプリ
予選中、タイヤトラブルにより、高速タンブレロ・コーナーで大クラッシュを起こす。激しい事故ながら、ピケは決勝への出場意欲を見せたが、脳震盪と診断されドクターストップがかかり、決勝を欠場。決勝日には、母国の中継の解説を務めたが、マンセルの優勝がほぼ決定的になると、露骨に不機嫌な様子を見せていた。
この事故により、ピケは長期にわたって不眠・頭痛などに悩まされ、万全ではない状態でシーズンを戦うこととなった。その体調不良もあり、速さを見せる場面が減った一方で、より堅実な走りでポイントを稼いでいくこととなった。
1987年第9戦ドイツグランプリ
決勝レース中、コクピット内の機器類の表示が全て消えてしまうトラブルが発生。メーターや燃料表示などが、一切見られない状態となったが、無線と自身の感覚でマシンを最後まで持たせ、シーズン初勝利を記録。ランキングでもトップとなり、チャンピオン獲得へと近づいていくこととなった。
1990年第15戦日本グランプリ
ピケは予選6位スタートであったが、スタートを決めて、5番手スタートのティエリー・ブーツェンの前に出る。ドライバーズタイトル争いをしていたセナとプロストがスタート直後の1コーナーで接触して両者リタイヤ。替わってトップに立ったゲルハルト・ベルガーも2周目でスピンオフ。これでピケはマンセルに次ぐ2位となる。そして、26周目にマンセルがピットアウト時にドライブシャフトのトラブル発生でリタイヤすると、ピケがトップに立ちそのまま優勝。ピケにとっては1987年イタリアグランプリ以来、実に3年・51レースぶりの優勝であった。
1990年最終戦オーストラリアグランプリ
予選7番手からのスタートであったが、スタートで5位に浮上した後も序盤から果敢な走りを見せ、3周目にプロスト、9周目にベルガー、中盤の46周目にはマンセルも交わし、セナに次ぐ2位に浮上。タイヤ無交換作戦も当たり、ベルガー・フェラーリ勢のタイヤ交換の間に差を拡げると、62周目にはセナのクラッシュ、リタイヤによりトップに立つ。終盤にはスピンを喫し、最終周では猛追してきたマンセルと激しいバトルを演じるが、トップを守り切って優勝した。レース後に、ピケが犬猿の仲であるマンセルと健闘を讃える握手を交わしたほどの、互いの力を出し尽くした攻防であった。
1991年第5戦カナダグランプリ
ニューマシン・FW14の熟成が進んだウィリアムズ勢がフロントローを独占。レースはスタートから予選2位のマンセルが一貫してリード。サバイバルレースの様相を呈す中で、ピケは予選7位からじわじわと順位を上げてマンセルに次ぐ2位に浮上。マンセルとは1分近い差があったが、ファイナルラップでマンセルのマシンが突如ストップし、労せずしてピケはトップに立ち優勝。結果的に自身最後の優勝であり、ピレリタイヤにとっては1986年第14戦メキシコGP以来、5シーズンぶりの勝利となった。
なお、ピケはストップしたマンセルのマシンの横を通過する際、マンセルに手の甲を向けてピースサインをした（マンセルの母国・イギリスにおいては侮辱を表すサインであり、タブーとされている）。

## 人物
1980年代のF1を代表するドライバーの1人であり、アラン・プロスト、ナイジェル・マンセル、アイルトン・セナと併せて日本では纏めて「F1四天王」や「四強」と称された。
シーズン終盤の勝負強さ、効率の良いレース運びが持ち味の1つであり、3度のF1タイトルのうちブラバムでの2度は最終戦での逆転で獲得している。また年間最多勝利数は1986年の4勝（チャンピオン獲得時に限ればいずれも3勝）と、同時期のチャンピオンクラスのライバルに比べ優勝回数は多くない一方で、ランキング3位以内に入ったシーズンには、66～75%の高い入賞率を記録している。
3度のタイトル獲得は、いずれも異なるエンジンメーカーで記録した（1981年フォード・コスワース、1983年BMW、1987年ホンダ）。自身にとって最盛期といえる1980年代前半から中盤はF1におけるターボエンジンの全盛期と重なっており、獲得した3回のタイトルのうち、初タイトルである1981年にブラバム・フォード・コスワース（DFVエンジン）で獲得したものを除く2つはいずれも、ターボエンジンを搭載した車で獲得した。そのことから、ブラジル本国では「ターボ時代の王」という形容がしばしばなされる。
ドライバーとしての評価以外にも、数多くの女性の間を渡り歩く艶福家ぶり、モナコの海に漂うクルーザーを自宅とする優雅さなど、独特な面を持つ人物だった。
息子の1人のネルソン・ピケJr.（ネルソン・アンジェロ・ピケ）は父と同じレーシングドライバーの道を進み、ルノーF1のテストドライバーを務め、2008年・2009年とルノーからF1に参戦した（2009年はシーズン途中まで）。その後フォーミュラEに参戦し初代チャンピオンになっている。また、1998年に生まれた息子ペドロ・ピケもレーシングドライバーであり、2020年のFIA F2選手権にフル参戦した。

## エピソード
- 代理人やマネージャーを雇わず、契約交渉など全てを自分でやっていた[31]。1985年にニキ・ラウダが引退を発表し、空席となったマクラーレンのロン・デニスから好待遇で移籍を打診され、ブラバムの成績も悪化していたことからピケも移籍を決めサイン直前にまで至った。しかし分厚い契約書を見るなり、「悪いが、この話はなかったことにしてくれ」と言いその場を離れようとするピケに、ロン・デニスが「ちょっと待ってくれ、何が問題なんだ？」と尋ねるとピケは「その契約書類の分厚さだよ。ブラバムでは紙切れ1枚だよ。」と言った。
  - 1978年にブラバムとはじめて契約を交わした際も契約書は1ページしかなかった[32]。これは、弁護士を雇う余裕がなかったことと、契約書の内容を理解できるほどの英語力がまだ無かったためである[33]。
  - ピケはそのキャリアの半分近くをブラバムで過ごしているが、ついに最後まできちんとブラバムと発音できずに「ブラッバーン」で通していた。
- 1982年のドイツグランプリで、エリセオ・サラザールに追突されてともにリタイアとなった直後、ピケはサラザールを公然と殴るという行動に出た[6]。ピケ自身はあまり語らないが、同じく南米から欧州に挑戦している後輩サラザールの面倒を見ていたことも一因している。1979年にサラザールがヒッチハイクしていたところ、止まってくれた車の運転手がピケだったという偶然から親交があり、サラザールがイギリスでレース活動できるようレース界の人脈を紹介したのもピケである[34]。
- 1987年オーストリアグランプリは、スタート直後の多重クラッシュにより2回もスタートがやり直しとなった。やり直しはほとんどのドライバーは嫌がるものだが、3回目のスタートを前にグリッド上でピリピリする他のドライバーをよそに、「指を鼻の穴の中に入れ、その指をなめる」というお茶目なピケの姿がテレビに捉えられた。
- 1990年からベネトンへの移籍が決まったが、同時期に加入が決まったマシンデザイナーのジョン・バーナードはこれまでピケと接点が無かったことと、ロータスでのピケの苦戦ぶりから当初ピケ獲得に疑念を抱いていた。しかし初めてB189に乗った際の的確なインプレッションと、新車B190のシェイクダウン時に問題点と解決策を述べ技術面にも詳しいピケを見て考えを改め、第5戦モナコGPでは「三回ワールドチャンピオンを取るような男は、やはり持ってる能力が他とは違うよ。」とリスペクトする発言を残した。さらに翌年用のB191について語る際も、「もしピケのようなドライバーが乗って結果を出せないならそれは明らかにマシンのせいだから、私は絶対に良いマシンを作らなければならないよ。彼はマンセル（バーナードとフェラーリで共闘）より明らかにセッティング能力も集中力も高い。」とピケに対する信頼を述べた[35]。
- 1990年シーズン終了後の12月半ば、翌年に向けシーズンオフの合同テストがエストリル・サーキットで行われていた際、当時トップ勢のタイムは1分12秒台だったが、タイミングモニターの一番上に突如、1位ネルソン・ピケ 1分04秒xxx と異様に速いタイム表示がされ、TV中継の無いテストでコース上を映しているカメラも無く他チームはそのタイミングモニターを見て一同ざわついたが、それは自分の前後に他のマシンがいないのを確認したピケがコースをショートカットして出した記録だった。前シーズンを2連勝で締めくくり気を良くしていたピケの仕掛けたいたずらだった[27]。
- カナダグランプリの開催地ジル・ビルヌーブ・サーキットは1976モントリオール五輪ボート競技会場の隣接地にあるため、そのプールでは毎年恒例行事で各チームスタッフ対抗手作りいかだレースが開催されていたが、最初はメカたちのお遊びだったこのレースにピケが悪乗りし、わざわざ優勝トロフィーを準備して賞品として提供したことから、「コパ・ネルソン・ピケ（ネルソン・ピケカップ）」と呼ばれるようになった[36]。
- 元チームメイト中嶋悟が1991年に引退会見した際、川井一仁がピケにもインタビューを行ったが、「年も若いしまだやっていけると思うよ。俺が説得してこようか？」と冗談交じりで語った。
- 川井一仁が語ったところによると、インタビューではテレビで放送できない言葉（特に下ネタ）を言うため使える部分が少なく、レポーター泣かせだったという。優勝したレースでも「思わず、イキそうになった」と平然と答えることからその事がうかがえる。
- 雑誌インタビューにて「ミハエル・シューマッハは世界最高のドライバーだと思いますか?」と問われ、「一番偉大なドライバー? その名前はネルソン・ピケだよ」と答えた。
- 1995年ブラジルグランプリの開催中にピケはGPパドックを訪れ、各チームのピットを視察中にケン・ティレルと遭遇。ピケはとっさに「ケン、あなたは今のティレルの2人に満足してるの?」と尋ね、耳元で「実は俺はF1カムバックを狙ってるんだ、デカいスポンサーも付いてる、俺を雇う気はないか?」とささやいた。それまで不機嫌そうな顔をしていたケン・ティレルの表情は一変し「そりゃ本当かネルソン！で、いくら持ってこられるんだ？」と冗談とは気づかぬまましばらく密談したが、ピケは我慢できなくなり笑ってしまった。「もう可笑しくてね・・・アンクル・ケンは昔とちっとも変わっていない、おカネに最大の興味があるのさ」と笑い転げていた[37]。
- 2008年、FIA会長マックス・モズレーのセックス・スキャンダル（秘密クラブでの乱交パーティー）が明らかになった際、「俺はモズレーに対して怒りを感じている。本当に怒っているんだ。今までセックス・パーティを開いたことのあるF1関係者はいなかったよ。なぜ彼はそのパーティに俺を誘ってくれなかったんだ！」と批判した。
- 喫煙者としても知られており、他のドライバーとは異なり、フィジカルトレーニング等は積極的に行ってなかったとされているが、腕力は非常に強かった。食事は肉類が好物であった。
- ブラバム・BMWと契約していた際、BMW側から当時のフラッグシップモデルであるBMW・745iを貸与されていたが、プライベートではメルセデス・ベンツ・500SELを愛用していた。
- フジテレビF1中継でのニックネームは「自由人」。

### ドライバーとの関係
アイルトン・セナ
- 自身と同じく3度のワールドチャンピオンを獲得したセナとは、同胞でありながら犬猿の仲であったと信じられているが、そのネガティブな情報の大部分はマスコミの事実ではない報道によるものだとインタビューで明かしている。とは言えシーズン中での精神戦で優位に立つためにピケはカリオカ（リオデジャネイロ出身者）、セナはパウリスタ（サンパウロ出身者）であることを利用して時には笑いを交えながらきつい口撃を発したのも事実であり、セナの後任としてロータスへの移籍が決まった際には「あいつが乗ったマシンに乗り込むなら、念入りに消毒する必要がある。」と発言し物議を醸したこともある。
- セナが1983年末にF1昇格する際にはブラバムとも交渉したが、ブラバムのエースであるピケがセナ加入に反対した、と報じられているのは誤報だと述べている。当時ブラバムのボスであるバーニー・エクレストンのワンマンぶりを例に出し「（バーニーの）あの性格なら、僕が反対したって言うこと聞いてくれるはずないでしょ」と地元テレビ局が組んだドキュメンタリー番組内で答えた。エクレストンによると、この時新人セナの加入をエクレストンが「強く」望んでいたのは事実だが、メインスポンサーのイタリア乳製品企業パルマラットがドライバー2名ともがブラジル人になるとマーケティング面で有益でないと反対し、1人は欧州ドライバーにして欲しいと要望されたので、イタリア人テオ・ファビの起用に至ったという。ピケはその「パルマラット」と個人スポンサーとしても一括契約していたので強い発言権があったとも報じられたが、本人はそれを否定しており、ブラバムでの最初の3年間は安給料の契約だったとも言っている。
- 1988年にはセナについて「あいつは女に興味が無いおかま野郎だ」とピケが発言した、とブラジリアの記者に報じられ、このことでピケは批判された。これは元々「セナはレースに関して真面目で、マシンとレースのことをいつも真剣に考えている・・・」と答えたあと「...まるで女に興味無いんじゃないかというくらいだ」と普段の調子でジョークを付け加えたところ、その付け加えた部分だけを抜き出し、誇張した「ピケはセナをホモだと言った！」という見出しになっていたという。
- ベネトンに移籍した1990年、ロータスでの前年が出来の悪いマシンでの苦闘続きだったことを回想し、「あのマシン（ロータス・101）じゃ、たとえセナが乗ったって成功はつかめなかっただろう。」と名前を出し、暗にセナを認める発言もしている。
- 1990年日本グランプリ決勝前に行われたドライバーズミーティングにおいて、セナが前年の日本グランプリで失格の原因とされたシケインのショートカットを踏まえて、国際自動車連盟（FIA）は「元のコースに戻るように」と通達したが、「それだと正面衝突しかねず、危険極まりない。シケインをショートカットし、コースマーシャルが安全を確認した上でコースに復帰させた方がいい」とピケが主張し、認められた。結果的に、前年のセナの判断が間違いではなかったことを主張したことになる。
- 1990年日本グランプリではグリッド1列目スタートのセナとプロストがスタート直後の1コーナーで接触して物議を醸した。このレースを制したピケ（予選6位/3列目スタートだった）は勝利者インタビューでこのアクシデントの状況を聞かれた際に「セナがまっすぐプロストのケツに突っ込んでいった。それが真実さ」とサラリと言った。翌年にセナ自ら故意にぶつけたと告白したが、この時点ではセナの故意かプロストの過失かで議論は分かれていた。
- 1992年にピケがインディ500予選でクラッシュし両足複雑骨折の重傷を負い入院中、セナはピケに見舞いの電報を送った。ピケは「それを読んでいて涙が出てきた」とコメントしている。
- 1994年にセナがイモラサーキットで事故死すると、「自分もあそこ（1987年サンマリノGP予選、タンブレロ・コーナー）で事故に遭ったことがある」とショックを受けた様子であった。ピケはセナの葬儀には参列していないが、事故翌日から母国ブラジルでの追悼テレビ特番にも生出演し故人を悼んだ。
- 元ホンダF1監督で80年代F1の「4強（ピケ・プロスト・マンセル・セナ）」全員を知る桜井淑敏によると、「セナはブラジルで少年時代からF1チャンピオンになると決めてイギリスに渡りF1まで一気にたどり着いたが、ピケは違う。これ以上ブラジルで走っててもしょうがないから、と渡英したのでF1に行くとか考えてなかった。ピケはもし欧州で結果が出ずにダメになっても、英語が上達できるからそれが財産として残れば良いと思ってたと言うんだ。セナと違って遠い将来まで決めないタイプの人間だ。その一方でピケとセナに共通しているのは、二人とも人生の全てがレースのためにある。」と述べており、家族との日常生活をレースと同等以上に大切に考えるタイプのプロストと比較すると、ピケとセナは同じタイプであると評している。

ナイジェル・マンセル
- ウィリアムズ時代のマンセルとは実際に確執があり、ピケはマスコミの前で公然とマンセルを「あいつは石頭で無教養。奴を本当に好きだと思う人間なんていないだろ・笑」と上品とは言いかねる調子で攻撃した。その悪口はマンセルの妻ロザンヌの容姿にまでおよんだ（ポルトガル語版PLAYBOY誌の取材を受け「マンセルの女房はブスで間抜けだ」と話した）。これらの発言はピケの自由奔放な性格によるものと思われていたが、後にピケ自身が開発と実用化に携わっていたアクティブサスペンションを、シーズン途中で利用できなくなったことを受け「1987年のチャンピオンシップ争いをしていたマンセルとの精神戦で優位に立つための方策だった」と語っている。ただしこの騒動はピケの想定より大きくなり、イギリス出身のF1ドライバーらが「家族まで攻撃するのはタブーだ」とマンセルを庇い、イギリス国内ではマスコミがマンセル側に付き、マンセル夫人が夫を支えた過去の美談などを報道するなど夫人の名誉回復に動いたため、ピケは悪役として扱われ続けることになった。
- 1986年にピケがウィリアムズに加入した時点でマンセルはまだF1で1勝しか挙げておらず、ピケはNo.1待遇で契約を結んだ。しかし契約から半年後にはチームとの約束は反故にされ状況が難しくなったとロータス移籍後のインタビューで吐露している。聞き手のアラン・ヘンリーに対してピケは「マンセルは1986年のブランズハッチで優勝して、その翌週にフェラーリからマンセルを獲得したいと声がかかった。するとフランク（・ウィリアムズ）は、急にマンセルに多くのことを約束して、ウィリアムズに残ってくれと懇願した。それから僕には多くの腹の立つ出来事が起こり始めた。No.1のはずの僕はアクティブ・ライド・サスペンションのテストドライバーに成り下がってしまった。サス開発のテスト走行を全てこっちにやらせて、もう一人はレースだけに集中してて良いなんてやり方は承服できない。87年もその状況は変わらなくて、1987年ハンガリーグランプリで泊まっていたホテルの、フランクの部屋に”来季はロータスでNo.1として走ります”と書いた紙をドアの下から滑り込ませた。これからはマンセルの為のチームを自由に作ればいいさ。この年の最後に僕は3回目のワールドタイトルを獲った。マンセルは86年・87年と2回獲り損ねただけだ」とマンセルとの2年間を振り返っている。

中嶋悟
- ロータス時代のチームメイトである中嶋悟に対しては「サトルの走りは悪くない。みんなが思ってるよりずっとうまい。1988年にはコースも覚えて、中低速コーナじゃ僕の方が速いけど、高速コーナーはサトルの方が速かったくらいだ」。「サトルは1987年に彼だけ全戦で車載カメラが付けられてたのが不幸だった。あのカメラで彼のアクシデントはすべて記録されたから、それを何回もリプレイされて事故を起こす印象が強いんだよ。チームメイトで言えばフランソワ・エスノーなんてスピンだらけで最悪。サトルとは大違いだった」と発言している。
- 1989年日本GP予選で、中嶋は1周しか持たないがハイグリップのQタイヤを使わず、決勝用Cタイヤで何度もタイムアタックする作戦に出ていたが、そのラップタイムがプロストのCタイヤ使用時と変わらない1分41秒台に突入したのを見たピケは「うちのマシン（101）にCタイヤで41秒台はすごいタイムだ」と今宮純のインタビュー中に驚いた様子をコメントした。ピケ自身も41秒台に入れていたがQタイヤでのタイムだった。
- 1991年に中嶋が引退を発表した際には「言葉の壁があるから本当の親密なコミュニケーションは取れなかったけど、彼は日本という遠くて文化的にも異なるところからきて精神的にも肉体的にも、ブラジルから欧州に来る以上のつらい思いをしてたんじゃないか。サトルは研究熱心で、ハンガロリンクのような難しいサーキットではどうしたらよいのか?と意見を交換したのが印象深い。真面目で控えめなドライバーだった」と労うとともに、「いつも控えめで、人に嫌われてでもアグレッシブに自分を主張しないそのポリシーがレーサーとしては欠点となった」と評している。
- F1併催で行われていた2007年のGP2シリーズに中嶋の長男・一貴が参戦しており、ハンガリーGPに中嶋が観戦に訪れた際、当時ルノーF1に帯同していたピケの次男・ネルシーニョが「父からナカジマさんの話を聞いています」とあいさつに出向く様子が報じられた。

アレッサンドロ・ナニーニ
- 前述の通りピケ自身が喫煙者であり、同じくスモーカーであったナニーニとはベネトンで良好な関係を築いた。そのナニーニがヘリコプター事故で右腕を切断する重傷を負った際には見舞いにもかけつけており、直後の開催であった日本GP決勝グリッド上のコクピット内から衛星中継でナニーニの入院している病院に向けて激励メッセージを送った。
- ナニーニのヘリコプター事故から1年半後、今度はピケがインディ500の事故で両足複雑骨折の重傷を負った際、ナニーニはピケに「君の腕と僕の脚があれば、トップドライバーさ」との見舞い電報を送ったという。

### プライベート
父親は政治家であったが、大富豪とは言えなかった。しかしレースから息子を遠ざけるためと、ピケを一流のテニスプレイヤーにしたい願望からアメリカ留学させたものの、結局ピケはレースの魅力に取りつかれ、半ば勘当同然に家を飛び出して困窮生活にあえぎながらもレース活動を続けた。その時知り合ったのが、ロベルト・モレノである。
プライベートを大事にすることは、ブラバム時代の先輩ニキ・ラウダの影響を受けている。ピケがラウダとの会話の中で、F1での日々の過密スケジュールに嫌気がさして真剣に引退を考えることもあると話した所、ラウダから移動時間も自分の時間にできるプライベートジェットを勧められ、ピケはその意見を参考にセスナ サイテーションを購入。自らで操縦し各国を時間を気にせずに移動するようになった。普段はモナコの海に漂う豪華なクルーザーに住む等、さまざまな面で独特の人物であった。
多くのブラジル男性と同じように、ピケもサッカーファンである。地元リオのプロチーム「CRヴァスコ・ダ・ガマ」の名誉サポーターに任命されるなど、熱心なトルシーダ（サポーター）であり、ヴァスコチームのフラッグを振りながらブラバム・BT49でデモランをしている。
前述した1992年の事故以降、足の小指から爪がなくなってしまった。以後は歩く際に足を引きずっている。
2007年6月にはスピード違反や駐車違反などにより自動車運転免許を取り消され、7月より自動車教習を受け直すことになった。

### ネルソン・ピケ・サーキット
3度目のF1ワールドチャンピオン獲得時にその偉業を記念し、1988年からリオ・デ・ジャネイロのジャカレパグア・サーキットが『ネルソン・ピケ・サーキット』に改名された。改名後の初戦だった1988年の開幕戦ブラジルGPでピケは3位でフィニッシュし表彰台に登壇している。2019年現在、ピケは自らの名が冠せられたサーキットでレースを走ったことがある唯一のF1ドライバーである。

### 家族
大変な艶福家としても知られ、本人も複数のガールフレンドの間を渡り歩く様子を隠そうとはしなかった。複数の女性との間に子供をもうけ、当のピケ本人をよそに、女性間では正妻がどちらかという争いが起こったこともある。
ピケのプライベート・ジェットに同乗して移動することが多かった現役時のジャン・アレジによると、ピケが機内で衛星電話を片手に、着陸した後にどの恋人に逢いに行くかを真剣に悩んで考えているのをいつも見ており、あまりに真剣に悩んでいる姿がおもしろくもあり、驚きでもあったと証言している。
前述したように母親は異なるが、認知を受けている子供としては、長男ジェラルド、次男ネルソン・アンジェロ、三男ラスツロ（Laszlo）、長女ケリー、次女ジュリア、四男ペドロ、五男で末子のマルコがいる。中でもネルソン・アンジェロは父親と同じくフォーミュラカーの分野で活躍しており、元F1ドライバーで初代フォーミュラEチャンピオンの“ネルシーニョ・ピケ”、あるいは“ネルソン・ピケJr.”として有名である。そのレース活動を全面的にサポートし、F1のテスト走行にも帯同するなど、同じく二世ドライバー（ニコ・ロズベルグ）を持つケケ・ロズベルグとともに「親バカ」ぶりが話題になった。
他の兄弟も、長男ジェラルドはブラジル国内のトラック選手権で活躍しており、四男のペドロも2006年にブラジルの国内カート選手権の初級クラスを最年少で制するなど、ネルソン・ピケを嚆矢にレース一族を形成。長子のジェラルドから末子のマルコまで、歳の差は23歳ある。
2017年1月に、長女ケリー・ピケとダニール・クビアトの交際が明らかになった。ケリーとクビアトとの間には、2019年7月に長女ペネロペが誕生している。ケリーとクビアトは2019年12月に破局した。そして2021年1月に、ケリーとマックス・フェルスタッペンの交際が報じられた。2025年4月には、ケリーとフェルスタッペンとの間に次女リリーが産まれている。

## 概歴
- 1977年 欧州F3シリーズ3位。
- 1978年 同2位、F1にスポット参戦。
- 1979年 ブラバムからF1フル参戦開始。ニキ・ラウダの引退によりシーズン途中からNo1に昇格。
- 1980年 アメリカ西グランプリで初優勝。アラン・ジョーンズと争うも敗れ選手権2位。
- 1981年 カルロス・ロイテマンに競り勝ち、初の選手権制覇。
- 1982年 デトロイトグランプリで予選落ちするなど、走らぬマシンに苦しみシーズンわずか1勝。
- 1983年 アラン・プロストとの争いを制し、2度目の選手権制覇。
- 1984年 予選で当時年間最多となる9度のPPを獲得。
- 1985年 1勝。このシーズンをもって永年在籍したブラバムから移籍を決意。
- 1986年 ウィリアムズに移籍。選手権3位。
- 1987年 ナイジェル・マンセルに勝利し、3度目で最後の選手権制覇。8月にロータスへの移籍を決意。
- 1988年 ロータス・100Tが不振、3位が最高位で以後2年間未勝利。
- 1989年 非力なロータス・101で苦戦。4位が最高位で1982年以来の予選落ちも喫した。ロータス離脱を決意。
- 1990年 ベネトンに移籍。日本グランプリでの3年ぶりの優勝を含めシーズン2勝。
- 1991年 カナダグランプリで1勝を挙げたが最終戦後ベネトンを離脱。リジェと交渉するも破談し'92年F1参戦を休止。
- 1992年 インディ500へ参戦するも、プラクティス中のクラッシュにより負傷。

## レース戦績

### ヨーロッパ・フォーミュラ3選手権
| 年     | エントラント           | シャシ                  | エンジン     | 1       | 2      | 3       | 4     | 5     | 6     | 7       | 8   | 9     | 10    | 11    | 12    | 13    | 14      | 順位 | ポイント | 参照   |
| ------ | ---------------------- | ----------------------- | ------------ | ------- | ------ | ------- | ----- | ----- | ----- | ------- | --- | ----- | ----- | ----- | ----- | ----- | ------- | ---- | -------- | ------ |
| 1977年 | スクーデリア・ミラベラ | マーチ・773 ラルト・RT1 | トヨタ・2T-G | LEC DNQ | NÜR 11 | ZAN Ret | ZOL 8 | ÖST 3 | IMO 7 | PER Ret | MNZ | CET 3 | KUN 2 | CAS 1 | DON 6 | JAR 1 | VLL DNQ | 3位  | 33       | [ 59 ] |

### F1
| 年     | エントラント                              | シャシー | エンジン               | 1       | 2       | 3       | 4       | 5       | 6       | 7       | 8       | 9       | 10      | 11      | 12      | 13      | 14      | 15      | 16      | WDC  | ポイント |
| ------ | ----------------------------------------- | -------- | ---------------------- | ------- | ------- | ------- | ------- | ------- | ------- | ------- | ------- | ------- | ------- | ------- | ------- | ------- | ------- | ------- | ------- | ---- | -------- |
| 1978年 | エンサイン                                | N177     | コスワース V8          | ARG     | BRA     | RSA     | USW     | MON     | BEL     | ESP     | SWE     | FRA     | GBR     | GER Ret |         |         |         |         |         | NC   | 0        |
| 1978年 | BS・ファブリケーションズ （マクラーレン） | M23      | コスワース V8          |         |         |         |         |         |         |         |         |         |         |         | AUT Ret | NED Ret | ITA 9   | USA     |         | NC   | 0        |
| 1978年 | パルマラット （ブラバム）                 | BT46     | アルファロメオ Flat-12 |         |         |         |         |         |         |         |         |         |         |         |         |         |         |         | CAN 11  | NC   | 0        |
| 1979年 | パルマラット （ブラバム）                 | BT46     | アルファロメオ Flat-12 | ARG Ret |         |         |         |         |         |         |         |         |         |         |         |         |         |         |         | 15位 | 3        |
| 1979年 | パルマラット （ブラバム）                 | BT48     | アルファロメオ V12     |         | BRA Ret | RSA 7   | USW 8   | ESP Ret | BEL Ret | MON Ret | FRA Ret | GBR Ret | GER 12† | AUT Ret | NED 4   | ITA Ret |         |         |         | 15位 | 3        |
| 1979年 | パルマラット （ブラバム）                 | BT49     | コスワース V8          |         |         |         |         |         |         |         |         |         |         |         |         |         | CAN Ret | USA Ret |         | 15位 | 3        |
| 1980年 | パルマラット （ブラバム）                 | BT49     | コスワース V8          | ARG 2   | BRA Ret | RSA 4   | USW 1   | BEL Ret | MON 3   | FRA 4   | GBR 2   | GER 4   | AUT 5   | NED 1   | ITA 1   | CAN Ret | USA Ret |         |         | 2位  | 54       |
| 1981年 | パルマラット （ブラバム）                 | BT49C    | コスワース V8          | USW 3   | BRA 12  | ARG 1   | SMR 1   | BEL Ret | MON Ret | ESP Ret | FRA 3   | GBR Ret | GER 1   | AUT 3   | NED 2   | ITA 6†  | CAN 5   | CPL 5   |         | 1位  | 50       |
| 1982年 | パルマラット （ブラバム）                 | BT50     | BMW S4 (t/c)           | RSA Ret |         |         |         | BEL 5   | MON Ret | DET DNQ | CAN 1   | NED 2   | GBR Ret | FRA Ret | GER Ret | AUT Ret | SUI 4   | ITA Ret | CPL Ret | 11位 | 20       |
| 1982年 | パルマラット （ブラバム）                 | BT49D    | コスワース V8          |         | BRA DSQ | USW Ret | SMR     |         |         |         |         |         |         |         |         |         |         |         |         | 11位 | 20       |
| 1983年 | フィラ・スポーツ （ブラバム）             | BT52     | BMW S4 (t/c)           | BRA 1   | USW Ret | FRA 2   | SMR Ret | MON 2   | BEL 4   | DET 4   | CAN Ret |         |         |         |         |         |         |         |         | 1位  | 59       |
| 1983年 | フィラ・スポーツ （ブラバム）             | BT52B    | BMW S4 (t/c)           |         |         |         |         |         |         |         |         | GBR 2   | GER 13† | AUT 3   | NED Ret | ITA 1   | EUR 1   | RSA 3   |         | 1位  | 59       |
| 1984年 | MRD・インターナショナル （ブラバム）      | BT53     | BMW S4 (t/c)           | BRA Ret | RSA Ret | BEL 9†  | SMR Ret | FRA Ret | MON Ret | CAN 1   | DET 1   | DAL Ret | GBR 7   | GER Ret | AUT 2   | NED Ret | ITA Ret | EUR 3   | POR 6   | 5位  | 29       |
| 1985年 | ブラバム                                  | BT54     | BMW S4 (t/c)           | BRA Ret | POR Ret | SMR 8†  | MON Ret | CAN Ret | DET 6   | FRA 1   | GBR 4   | GER Ret | AUT Ret | NED 8   | ITA 2   | BEL 5   | EUR Ret | RSA Ret | AUS Ret | 8位  | 21       |
| 1986年 | ウィリアムズ                              | FW11     | ホンダ V6 (t/c)        | BRA 1   | ESP Ret | SMR 2   | MON 7   | BEL Ret | CAN 3   | DET Ret | FRA 3   | GBR 2   | GER 1   | HUN 1   | AUT Ret | ITA 1   | POR 3   | MEX 4   | AUS 2   | 3位  | 69       |
| 1987年 | ウィリアムズ                              | FW11B    | ホンダ V6 (t/c)        | BRA 2   | SMR DNS | BEL Ret | MON 2   | DET 2   | FRA 2   | GBR 2   | GER 1   | HUN 1   | AUT 2   | ITA 1   | POR 3   | ESP 4   | MEX 2   | JPN 15† | AUS Ret | 1位  | 73 (76)  |
| 1988年 | ロータス                                  | 100T     | ホンダ V6 (t/c)        | BRA 3   | SMR 3   | MON Ret | MEX Ret | CAN 4   | DET Ret | FRA 5   | GBR 5   | GER Ret | HUN 8   | BEL 4   | ITA Ret | POR Ret | ESP 8   | JPN Ret | AUS 3   | 6位  | 22       |
| 1989年 | ロータス                                  | 101      | ジャッド V8            | BRA Ret | SMR Ret | MON Ret | MEX 11  | USA Ret | CAN 4   | FRA 8   | GBR 4   | GER 5   | HUN 6   | BEL DNQ | ITA Ret | POR Ret | ESP 8   | JPN 4   | AUS Ret | 8位  | 12       |
| 1990年 | ベネトン                                  | B189B    | フォード V8            | USA 4   | BRA 6   |         |         |         |         |         |         |         |         |         |         |         |         |         |         | 3位  | 43 (44)  |
| 1990年 | ベネトン                                  | B190     | フォード V8            |         |         | SMR 5   | MON DSQ | CAN 2   | MEX 6   | FRA 4   | GBR 5   | GER Ret | HUN 3   | BEL 5   | ITA 7   | POR 5   | ESP Ret | JPN 1   | AUS 1   | 3位  | 43 (44)  |
| 1991年 | ベネトン                                  | B190B    | フォード V8            | USA 3   | BRA 5   |         |         |         |         |         |         |         |         |         |         |         |         |         |         | 6位  | 26.5     |
| 1991年 | ベネトン                                  | B191     | フォード V8            |         |         | SMR Ret | MON Ret | CAN 1   | MEX Ret | FRA 8   | GBR 5   | GER Ret | HUN Ret | BEL 3   | ITA 6   | POR 5   | ESP 11  | JPN 7   | AUS 4‡  | 6位  | 26.5     |

- 太字はポールポジション、斜字はファステストラップ。(key)
- † : リタイアだが、90%以上の距離を走行したため規定により完走扱い。
- ‡ : ハーフポイント。レース周回数が75%未満で終了したため、得点が半分となる。

#### F1 （ノン・チャンピオンシップ）
| 年     | エントラント              | シャシー        | エンジン               | 1       | 2   | 3   |
| ------ | ------------------------- | --------------- | ---------------------- | ------- | --- | --- |
| 1979年 | パルマラット （ブラバム） | ブラバム・BT48  | アルファロメオ Flat-12 | ROC 2   | GNM | DIN |
| 1980年 | パルマラット （ブラバム） | ブラバム・BT49  | コスワース V8          | ESP Ret |     |     |
| 1981年 | パルマラット （ブラバム） | ブラバム・BT49B | コスワース V8          | RSA 2   |     |     |

- 太字はポールポジション、斜字はファステストラップ。(key)

### インディ500
| 年     | シャシー | エンジン   | スタート | フィニッシュ | チーム   | 注釈                                 |
| ------ | -------- | ---------- | -------- | ------------ | -------- | ------------------------------------ |
| 1992年 | ローラ   | ビュイック | DNS      | DNS          | メナード | フリー走行でクラッシュ。以後を欠場。 |
| 1993年 | ローラ   | ビュイック | 13位     | 32位         | メナード | エンジントラブルで38周リタイア。     |

### ル・マン24時間レース
| 年     | チーム                                                    | コ・ドライバー                        | 車両                 | クラス | 周回数 | 順位 | クラス 順位 |
| ------ | --------------------------------------------------------- | ------------------------------------- | -------------------- | ------ | ------ | ---- | ----------- |
| 1996年 | チーム・ビガッツィ チーム・BMW・モータースポーツ          | ジョニー・チェコット ダニー・サリバン | マクラーレン・F1 GTR | GT1    | 324    | 8位  | 6位         |
| 1997年 | チーム・BMW・モータースポーツ BMW・チーム・シュニッツァー | J.J.レート スティーブ・ソパー         | マクラーレン・F1 GTR | GT1    | 236    | DNF  | DNF         |

### スパ・フランコルシャン24時間レース
| 年     | チーム                       | コ・ドライバー                                  | 使用車両  | クラス | 周回 | 総合順位 | クラス順位 |
| ------ | ---------------------------- | ----------------------------------------------- | --------- | ------ | ---- | -------- | ---------- |
| 1995年 | BMW フィナ・バストス・チーム | マルク・デュエツ ロベルト・ラヴァーリア         | BMW・320i | ST     | 509  | 2位      | 2位        |
| 1997年 | BMW フィナ・バストス・チーム | ジョニー・チェコット ヨアヒム・ヴィンケルホック | BMW・320i | ST     | 484  | 2位      | 2位        |